# 프랑스의 루이즈엘리자베트
프랑스의 루이즈엘리자베트(Louise-Élisabeth of France, 1727년 8월 14일~1759년 12월 6일)는 프랑스의 루이 15세와 그의 아내인 마리 레슈친스카 사이에서 태어난 딸로서, 루이 15세의 딸들 중 유일하게 결혼한 딸이다. 결혼하기 이전까지는, 마담 루아이얄 엘리자베트로 불렸다.

## 자녀
그의 장녀인 이사벨라는 합스부르크 군주국의 상속자인 요제프 대공과 결혼하였지만, 그가 즉위하기 이전에 사망한다. 장남인 페르디난도는 아버지의 뒤를 이어 파르마 공작이 되며, 차녀인 마리아 루이사는 스페인의 왕비가 된다.